# سالدوندو

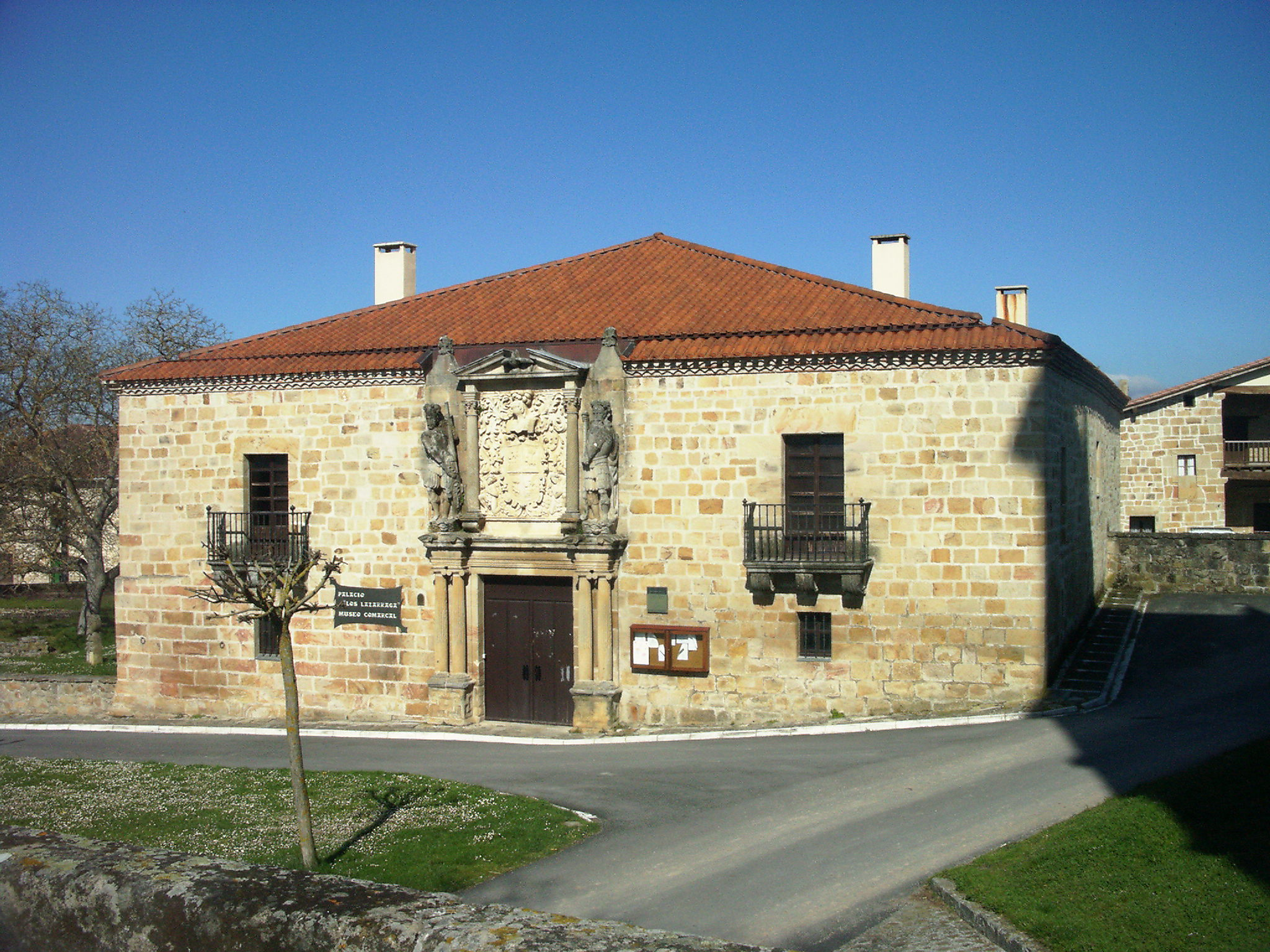
نگاره‌ای از یک بنای سنتی در سالدوندو - ۲۰۰۸

سالدوندو دهستانی در استان آلابای اسپانیا است.
در این دهستان ۱۷۶ نفر زندگی می‌کنند. مساحت این دهستان ۱۱.۹۸ کیلومتر مربع است.

## مراجع
- نام، جمعیت و مساحت از درگاه ملی آمار (اسپانیا) گرفته شده است.